# Colección Romántica
Colección Romántica es el título del cuarto álbum recopilatorio grabado por el cantautor y músico dominicano Juan Luis Guerra y su grupo 4.40. Fue lanzado al mercado por la empresa discográfica Karen Records el 21 de noviembre de 2000 en Europa y el 6 de febrero de 2001 en los Estados Unidos de Norteamérica.

## Lista de canciones

### Vol. 1
| N.º | Título                          | Autor            | Duración |
| --- | ------------------------------- | ---------------- | -------- |
| 1   | Tú (Balada)                     | Juan Luis Guerra | 4:51     |
| 2   | Razones                         | Juan Luis Guerra | 3:46     |
| 3   | Ay mujer                        | Juan Luis Guerra | 3:58     |
| 4   | Quisiera (Balada)               | Juan Luis Guerra | 4:02     |
| 5   | Amor de cunco                   | Juan Luis Guerra | 3:09     |
| 6   | Amigos                          | Juan Luis Guerra | 4:38     |
| 7   | Estrellitas y duendes (En vivo) | Juan Luis Guerra | 4:08     |
| 8   | Cómo abeja al panal             | Juan Luis Guerra | 4:08     |
| 9   | Burbujas de amor                | Juan Luis Guerra | 4:12     |
| 10  | Frío, frío                      | Juan Luis Guerra | 3:49     |

### Vol. 2
| N.º | Título                | Autor                                    | Duración |
| --- | --------------------- | ---------------------------------------- | -------- |
| 1   | Bachata rosa          | Juan Luis Guerra                         | 4:13     |
| 2   | Cuando te beso        | Juan Luis Guerra                         | 3:28     |
| 3   | Estrellitas y duendes | Juan Luis Guerra                         | 4:23     |
| 4   | La hormiguita         | Juan Luis Guerra                         | 3:54     |
| 5   | Viviré                | Juan Luis Guerra                         | 4:00     |
| 6   | Palomita blanca       | Juan Luis Guerra                         | 3:45     |
| 7   | Amapola               | Juan Luis Guerra                         | 3:05     |
| 8   | Coronita de flores    | Juan Luis Guerra                         | 4:18     |
| 9   | Señales de humo       | Juan Luis Guerra                         | 5:32     |
| 10  | Lacrimosa             | Wolfgang Amadeus Mozart Juan Luis Guerra | 3:20     |

## Posicionamiento en las listas
| Listas (2001)                        | Máxima posición |
| ------------------------------------ | --------------- |
| Dominican Albums (Musicalía)         | 9               |
| Spanish Albums (PROMUSICAE)          | 9               |
| U.S. Billboard Top Latin Albums      | 6               |
| U.S. Billboard Tropical/Salsa Albums | 1               |
| U.S. Billboard Top Heatseekers       | 16              |

### Sucesión y posicionamiento
| Predecesor: Son by Four de Son by Four | U.S. Billboard Tropical/Salsa Albums — Álbum N°. 1 10 de marzo de 2001 - 6 de abril de 2001 | Sucesor: Rivera de Jerry Rivera |